# Quena

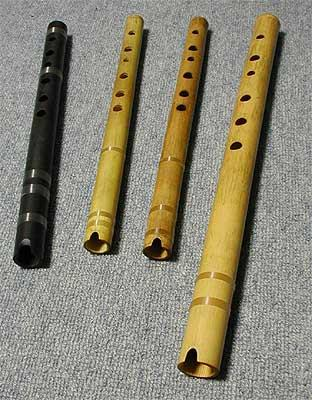
Uma quena de acrílico, duas de bambu e um quenacho de bambu

A quena (também chamada de kena) é um instrumento musical de sopro, da família das flautas. É feita de bambu, madeira ou até mesmo acrílico e executada através do sopro em uma reentrância em sua extremidade superior. É originária da América Latina e representa um papel central na música do Peru e demais países andinos. Possui 6 furos por onde são obtidas as digitações para as notas. É um instrumento transpositor com afinação na tonalidade sol maior (G). Embora tenha se originado como um instrumento pentatônico, desenvolveu-se para permitir a execução cromática. ou seja, permite a execução de todas as notas (bemóis e sustenidos). Sua escala estende-se por 3 oitavas.
Existe a versão grave da quena, chamada quenacho. O quenacho é um instrumento transpositor com afinação na tonalidade de ré maior (D).